# Nyctophilus major
Nyctophilus major es una especie de murciélago de la familia de los vespertiliónidos. Vive en Australia. Su hábitat natural son las cuencas hidrográficas y las zonas costeras y oceánicas. No hay ninguna amenaza significativa para la supervivencia de esta especie.   